# Municipio de Baker (condado de O'Brien)
El municipio de Baker (en inglés: Baker Township) es un municipio ubicado en el condado de O'Brien en el estado estadounidense de Iowa. En el año 2010 tenía una población de 226 habitantes y una densidad poblacional de 2,42 personas por km².

## Geografía
El municipio de Baker se encuentra ubicado en las coordenadas 43°2′26″N 95°48′3″O / 43.04056, -95.80083. Según la Oficina del Censo de los Estados Unidos, el municipio tiene una superficie total de 93.24 km², de la cual 93,24 km² corresponden a tierra firme y (0 %) 0 km² es agua.

## Demografía
Según el censo de 2010, había 226 personas residiendo en el municipio de Baker. La densidad de población era de 2,42 hab./km². De los 226 habitantes, el municipio de Baker estaba compuesto por el 100 % blancos. Del total de la población el 0,44 % eran hispanos o latinos de cualquier raza.